# Sulenus humeralis
Sulenus humeralis là một loài bọ cánh cứng trong họ Cerambycidae.